# Philippe Jankowski
Pour les articles homonymes, voir Jankowski.
Philippe Jankowski est un joueur français de pétanque, plusieurs fois champion d'Allemagne.

## Biographie
Bien que français, il a gagné l'essentiel de ses titres en Allemagne,.

## Palmarès

### En France
- 1994 : Vice-Champion de France en Triplette Juniors avec Jérôme Bizel-Guillaz et Bruno Le Boursicaud.

### En Allemagne
- 2014 : 1ère place au Championnat d'Allemagne de Triplette avec Jean-Luc Testas et Burkhard Rudolph[3],[4],[5]
- 2e place au Championnat d'Allemagne de doublette avec Burkhard Rudolph
- 2014 : Vice-champion d'Allemagne des clubs avec BF Malsch
- 2015 : 2e place au Championnat d'Allemagne de doublette avec Burkhard Rudolph
- 2017 : Vice-champion d'Allemagne des clubs avec BF Malsch
- 2018 : 2e place au Championnat d'Allemagne de Triplettes avec Jean-Luc Testas et Burkhard Rudolph
- 2018 : champion d'Allemagne des clubs avec BF Malsch[6]
- 2019 : Vice-champion d'Allemagne des clubs avec BF Malsch
- 2021 : 3e place au Championnat d'Allemagne de Triplette avec Jean-Luc Testas et Burkhard Rudolph
- 2024 : 3e place au Championnat d'Allemagne de doublette avec Christian Bossert